# 미르자이끼쥐속
미르자이끼쥐속(Mirzamys)은 쥐과 쥐아과에 속하는 설치류 속 분류군이다. 뉴기니섬의 토착종이다. 미르자이끼쥐속은 2009년 처음 알려졌고, 학명은 미르자이끼쥐속 표본을 수집한 파키스탄인 미르자(Abid Beg Mirza)의 이름을 따서 명명했다.

## 특징
작은 설치류로 머리부터 몸까지 몸길이가 101~120mm이고 꼬리 길이는 89~124mm, 몸무게는 최대 30g이다.

## 분포
육상성 설치류로 뉴기니섬의 토착종이다.

## 하위 종
- 미르자서부이끼쥐 (M. louiseae)
- 미르자동부이끼쥐 (M. norahae)